# أندرو بيترسون (لاعب كرة قدم)
أندرو بيترسون (بالإنجليزية: Andrew Peterson) هو لاعب كرة قدم أمريكي، ولد في 2 ديسمبر 1984 في إدينا في الولايات المتحدة. لعب مع كولومبوس كرو.

## وصلات خارجية
- أندرو بيترسون على موقع قاعدة بيانات كرة القدم.إي يو (الإنجليزية)